# Alexander Os
Alexander Os (ur. 21 stycznia 1980 r. w Fauske) – norweski biathlonista, mistrz świata w sztafecie, brązowy medalista w biegu pościgowym. Wielokrotny medalista mistrzostw Europy.

## Kariera
W zawodach Pucharu Świata zadebiutował 9 stycznia 2003 roku w Oberhofie, zajmując 47. miejsce w sprincie. Pierwsze pucharowe punkty zdobył 4 grudnia 2004 roku w Beitostølen, gdzie zajął 9. miejsce w biegu pościgowym. Na podium zawodów tego cyklu pierwszy raz stanął 3 marca 2007 roku w Lahti, gdy rywalizację w sprincie ukończył na drugiej pozycji. W zawodach tych rozdzielił Francuza Raphaëla Poirée i swego rodaka - Hansa Martina Gjedrema. W kolejnych startach jeszcze sześć razy stanął na podium, jednak nie odniósł zwycięstwa: dwa razy był drugi i cztery razy trzeci. Najlepsze wyniki osiągnął w sezonie 2008/2009, kiedy zajął 13. miejsce w klasyfikacji generalnej.
Na mistrzostwach świata w Pjongczangu w 2009 roku wywalczył brązowy medal w biegu pościgowym. Lepsi byli tam tylko Norweg Ole Einar Bjørndalen i Rosjanin Maksim Czudow. Na tej samej imprezie był też czwarty w sprincie, przegrywając walkę o podium z kolejnym Norwegiem - Halvardem Hanevoldem. Na rozgrywanych dwa lata później mistrzostwach świata w Chanty-Mansyjsku wspólnie z Bjørndalenem, Emilem Hegle Svendsenem i Tarjei Bø zdobył złoty medal w sztafecie. Był też między innymi ósmy w sztafecie mieszanej podczas mistrzostw świata w Östersund w 2008 roku. Brał również udział w igrzyskach olimpijskich w Vancouver w 2010 roku, gdzie w swoim jedynym starcie zajął 28. miejsce w biegu indywidualnym.
Ponadto wielokrotnie zdobywał medale mistrzostw Europy, w tym między innymi złoty w biegu indywidualnym podczas mistrzostw Europy w Langdorf w 2006 roku.
W 2016 roku zakończył karierę.

## Osiągnięcia

### Igrzyska olimpijskie
| Rok  | Miejscowość | Konkurencje | Konkurencje | Konkurencje | Konkurencje | Konkurencje | Konkurencje | Konkurencje |
| Rok  | Miejscowość | IN          | SP          | PU          | MS          | RL          | MR          | SR          |
| ---- | ----------- | ----------- | ----------- | ----------- | ----------- | ----------- | ----------- | ----------- |
| 2010 | Vancouver   | 28.         | –           | –           | –           | –           | nd.         | –           |

### Mistrzostwa świata
| Rok  | Miejscowość     | Konkurencje | Konkurencje | Konkurencje | Konkurencje | Konkurencje | Konkurencje | Konkurencje |
| Rok  | Miejscowość     | IN          | SP          | PU          | MS          | RL          | MR          | SR          |
| ---- | --------------- | ----------- | ----------- | ----------- | ----------- | ----------- | ----------- | ----------- |
| 2008 | Östersund       | 41.         | –           | –           | –           | –           | 8.          | –           |
| 2009 | Pjongczang      | 28.         | 4.          | 3.          | –           | –           | –           | –           |
| 2011 | Chanty-Mansyjsk | 43.         | –           | –           | –           | 1.          | –           | –           |

### Mistrzostwa Europy
| Rok  | Miejscowość   | Konkurencje | Konkurencje | Konkurencje | Konkurencje | Konkurencje | Konkurencje | Konkurencje |
| Rok  | Miejscowość   | IN          | SP          | PU          | MS          | RL          | MR          | SR          |
| ---- | ------------- | ----------- | ----------- | ----------- | ----------- | ----------- | ----------- | ----------- |
| 2003 | Forni Avoltri | 45.         | 6.          | 2.          | nd.         | –           | nd.         | –           |
| 2004 | Mińsk         | 36.         | 5.          | 2.          | nd.         | 2.          | nd.         | –           |
| 2006 | Langdorf      | 1.          | 27.         | 10.         | nd.         | 3.          | nd.         | –           |
| 2007 | Bansko        | 5.          | 6.          | 6.          | nd.         | 2.          | nd.         | –           |

### Puchar Świata

#### Miejsca w klasyfikacji generalnej
| Sezon     | Miejsce |
| --------- | ------- |
| 2002/2003 | -       |
| 2003/2004 | -       |
| 2004/2005 | 34.     |
| 2005/2006 | 40.     |
| 2006/2007 | 34.     |
| 2007/2008 | 24.     |
| 2008/2009 | 13.     |
| 2009/2010 | 19.     |
| 2010/2011 | 28.     |
| 2011/2012 | 89.     |
| 2012/2013 | -       |
| 2013/2014 | 68.     |
| 2014/2015 | 35.     |
| 2015/2016 | 54.     |

#### Miejsca na podium chronologicznie
| Lp. | Dzień      | Rok  | Miejscowość | Konkurencja                | Lokata | Pudła   | Czas biegu | Strata | Zwycięzca            |
| --- | ---------- | ---- | ----------- | -------------------------- | ------ | ------- | ---------- | ------ | -------------------- |
| 1.  | 3 marca    | 2007 | Lahti       | Sprint na 10 km            | 2.     | 0+0     | 24:44,3    | +5,3   | Raphaël Poirée       |
| 2.  | 29 lutego  | 2008 | Pjongczang  | Bieg pościgowy na 12,5 km  | 3.     | 0+2+2+0 | 33:06,5    | +17,0  | Michael Greis        |
| 3.  | 3 grudnia  | 2008 | Östersund   | Bieg indywidualny na 20 km | 2.     | 0+0+0+2 | 59:43,0    | +50,5  | Michael Greis        |
| 4.  | 12 grudnia | 2008 | Hochfilzen  | Sprint na 10 km            | 3.     | 1+0     | 26:41,0    | +32,9  | Emil Hegle Svendsen  |
| 5.  | 20 grudnia | 2008 | Hochfilzen  | Sprint na 10 km            | 2.     | 0+1     | 26:01,0    | +37,9  | Lars Berger          |
| 6.  | 15 lutego  | 2009 | Pjongczang  | Bieg pościgowy na 12,5 km  | 3.     | 0+0+2+1 | 32:39,5    | +52,8  | Ole Einar Bjørndalen |
| 7.  | 17 grudnia | 2008 | Pokljuka    | Bieg indywidualny na 20 km | 3.     | 0+0+0+1 | 52:50,5    | +30,7  | Christoph Sumann     |

### Puchar Europy/IBU

#### Miejsca w klasyfikacji generalnej
| Sezon     | Miejsce |
| --------- | ------- |
| 2002/2003 | 12.     |
| 2003/2004 | 1.      |
| 2004/2005 | 67.     |
| 2005/2006 | 27.     |
| 2006/2007 | 21.     |
| 2012/2013 | 7.      |

#### Miejsca na podium chronologicznie
| Lp. | Dzień        | Rok  | Miejscowość        | Konkurencja                | Lokata | Pudła   | Czas biegu | Strata  | Zwycięzca            |
| --- | ------------ | ---- | ------------------ | -------------------------- | ------ | ------- | ---------- | ------- | -------------------- |
| 1.  | 15 grudnia   | 2002 | Windischgarsten    | Bieg pościgowy na 12,5 km  | 2.     | 2+3+0+2 | 36:57,7    | +31,6   | Holger Schönthier    |
| 2.  | 29 listopada | 2003 | Geilo              | Sprint na 10 km            | 2.     | 2+0     | 28:47,2    | +1:07,3 | Raphaël Poirée       |
| 3.  | 13 grudnia   | 2003 | Ridnaun            | Sprint na 10 km            | 3.     | 0+1     | 24:07,5    | +10,4   | Aleksiej Sołowjow    |
| 4.  | 10 stycznia  | 2004 | Brusson            | Sprint na 10 km            | 3.     | 1+0     | 28:35,7    | +37,4   | Siergiej Baszkirow   |
| 5.  | 13 stycznia  | 2007 | Cesana San Sicario | Bieg indywidualny na 20 km | 3.     | 1+0+0+2 | 57:56,1    | +30,2   | Jörn Wollschläger    |
| 6.  | 30 stycznia  | 2012 | Beitostølen        | Bieg indywidualny na 20 km | 2.     | 0+0+0+1 | 55:26,0    | +2,1    | Iwan Czeriezow       |
| 7.  | 1 grudnia    | 2012 | Beitostølen        | Sprint na 10 km            | 3.     | 1+0     | 26:30,0    | +23,7   | Julian Eberhard      |
| 8.  | 7 lutego     | 2013 | Osrblie            | Bieg indywidualny na 20 km | 3.     | 0+0+0+1 | 52:46,6    | +36,6   | Ted Armgren          |
| 9.  | 11 stycznia  | 2014 | Ridnaun            | Bieg indywidualny na 20 km | 3.     | 1+1+0+0 | 54:48,2    | +22,9   | Lars Helge Birkeland |
| 10. | 8 lutego     | 2014 | Osrblie            | Sprint na 10 km            | 1.     | 0+0     | 23:14,9    | –       | –                    |
| 11. | 9 lutego     | 2014 | Osrblie            | Bieg pościgowy na 12,5 km  | 2.     | 2+0+0+0 | 32:16,4    | +9,9    | Timofiej Łapszyn     |